# Atlantic Records Russia
Atlantic Records Russia (до 2021 року — Zhara Music) — російський лейбл звукозапису. Здійснює музичну дистриб'юцію, просування музичного контенту, артистів, букінг та організацію заходів. Артистами лейбла є Моргенштерн, HammAli & Navai, Emin, Bahh Tee Rauf & Faik, ЛСП та інші відомі музиканти.

## Історія
15 червня 2018 року Емін Агаларов, віце-президент холдингу Crocus Group, більш відомий як Emin, випустив пісню «Неймовірна». Даний реліз ознаменував запуск музичного лейблу Zhara Music. Партнером по даному проекту став російський співак Бахтіяр Алієв, відомий під своїм сценічним псевдонімом Bahh Tee, що є власником лейблу Siyah Music  .
У квітні 2020 року «Нове радіо» запустило конкурс молодих виконавців «Музикастінг 3.0», одним з організаторів якого став лейбл Zhara Music. Переможець цього конкурсу отримав можливість укласти контракт з Zhara Music на випуск і подальшу розкрутку синглу. У листопаді того ж року на сайті російської розважальної компанії, постачальника фільмів і серіалів Premier вийшов документальний фільм із серії «Потік», присвячений Bahh Tee і лейблу Zhara Music   . Зйомки фільму почалися навесні 2020 року, але були призупинені в зв'язку з пандемією коронавірусної хвороби COVID-19. Олексій Мажа з InterMedia зауважив, що це «пішло проекту на користь, бо дозволило простежити процес у розвитку». У фільмі показано, як в березні 2020 року виконавці лейбла будують свої плани, обговорюють перші випадки зараження коронавірусів в Росії, міркують про сьогодення і майбутнє кальянного репу, але після інтерв'ю, яке він дав Bahh Tee по відеозв'язку, в якому він сказав, що перехворів коронавірусів, лейбл починає працювати віддалено, скасовуючи концерти та інші заходи. У зв'язку з цим, до літа того ж року доходи організації знизилися. Олексій Мажа також зазначив, що у фільмі «немає аналітики, міркувань про причини і тренди, висновків — замість цього глядачам пропонується занурення в атмосферу і обставини, в якій створюється кальян-реп».

24 березня 2021 року стало відомо про покупку лейбла Warner Music Group, на його базі було створено російський підрозділ американського лейбла Atlantic Records, що входить до групи компаній Warner Music . Очолив новостворений лейбл Бахтіяр Алієв.